# 大森町 (千葉市)
大森町（おおもりちょう）は、千葉県千葉市中央区にある町丁。郵便番号は260-0811。

## 地理
千葉市中央区の中央部に位置しており、中央区松ケ丘町、仁戸名町、花輪町、赤井町、大巌寺町、白旗、宮崎町と隣接する。

## 歴史

### 地名の由来
元禄15年（1702年）11月の郷帳に「古くは、森村」とあったことからかつては森村であったとされる。全村が森に囲まれていたことで名付けられたものと考えられている。

### 沿革
- 1937年（昭和12年）2月11日 - 蘇我町の合併に伴い千葉市の一部となる。
- 1992年（平成4年）4月1日 - 千葉市が政令指定都市へ移行し、中央区の一部となる。

## 世帯数と人口
2021年（令和3年）3月末現在の世帯数と人口は以下の通りである。
| 世帯数    | 人口    |
| --------- | ------- |
| 2,676世帯 | 5,232人 |

## 小・中学校の学区
市立小・中学校に通う場合、学区は以下4通りとなる。
|                         | 小学校               | 中学校               |
| ----------------------- | -------------------- | -------------------- |
| 1                       | 千葉市立大森小学校   | 千葉市立蘇我中学校   |
| 2                       | 千葉市立大森小学校   | 千葉市立松ケ丘中学校 |
| 3（京成千原線より北東） | 千葉市立松ケ丘小学校 | 千葉市立松ケ丘中学校 |
| 4                       | 千葉市立大巌寺小学校 | 千葉市立蘇我中学校   |

## 交通
- 京成千原線：大森台駅
- 京葉道路
- 国道16号千葉バイパス

## 施設
- 千葉市立大森小学校